# Eugène Mougin
Eugène Mougin (París, 17 de novembre de 1852 - París, 28 de desembre de 1923) va ser un tirador amb arc francès, que va competir a cavall del segle xix i el segle xx. El 1900 va prendre part en els Jocs Olímpics de París, tot guanyant la medalla d'or en la modalitat de tir Au Chapelet 50 metres del programa de tir amb arc.